# Codice musicale
Il codice musicale o codex musicae è un'importante raccolta di opere o teorie musicali, la quale può avere molte funzioni:
- L'organizzazione di brani musicali per funzioni religiose, o cerimonie nobiliari;
- Raccolta di brani, molto diffusi all'epoca, scritti per vari strumenti o solo per il canto;
- Raccolte miste, con incluse opere poetiche (carmi) e brani tratti da queste poesie, tipo il Carmina Burana;
- Raccolta di brani a scopo didattico tipo, i codici musicali compositivi;

## Codici musicali
- Codex calixtinus
- Carmina Burana
- Codice Rossi
- Codici musicali trentini
- Codex Faenza
- Codex Caioni
- Laudario di Cortona
- Chanson de toile
- Codice di Chantilly
- Codice Squarcialupi
- Codice Chigi
- Codice Robertsbridge
- Cantigas de Santa Maria
- Libro corale di Eton
- Libro corale Lambeth
- Manoscritto Pepys
- Manoscritto Ritson
- Missarum - Liber Tertius
- Llibre Vermell de Montserrat